# Последние часы
«Последние часы» (англ. These Final Hours, букв. «Эти последние часы») — научно-фантастический фильм-катастрофа режиссёра Зака Хилдитча. На Каннском кинофестивале 2014 года демонстрировался в рамках программы «Двухнедельник режиссёров». Фильм получил хорошие отзывы критиков.

## Сюжет
Действие происходит в Перте после столкновения Земли с небесным телом: остаётся лишь несколько часов до того, как огненный смерч достигнет берегов Австралии и уничтожит всё живое. Главный герой Джеймс прощается с любовницей Зуи и на машине направляется к своему приятелю Фредди, который решил устроить прощальную вечеринку: по мнению Джеймса, лучшее, что можно сейчас сделать, это напиться и принять наркотики, чтобы встретить конец света в изменённом состоянии сознания. В дальнейшем через флэшбеки раскрывается, что Зуи перед уходом Джеймса сообщила ему, что ждёт от него ребёнка.
Джеймс едет по пустынным улицам: многие покончили с собой, другие крушат всё вокруг, кое-где виден дым от пожаров. Джеймса останавливает обезумевший человек с тесаком, который отбирает у него ключи. Видя, как безумец убивает другого человека, Джеймс убегает. В одном дворе он видит, как из минивэна выходят двое мужчин, несущих сопротивляющуюся и кричащую девочку. Джеймс хочет угнать машину, но совесть не позволяет ему оставить девочку в беде: он заходит в дом, где ему приходится убить обоих мужчин. Девочка по имени Роуз говорит, что была с отцом, но потерялась, при этом они договорились, что вся семья встретится у её тёти. Джеймс не хочет везти девочку к её тёте и решает оставить её у своей сестры, у которой тоже есть дети. Но прибыв на место, он обнаруживает, что его сестра с мужем покончили с собой и, вероятно, перед этим убили детей.
Тогда Джеймс едет к Фредди, у которого во дворе десятки людей танцуют под громкую музыку, пьют и принимают наркотики. У Джеймса происходит объяснение с его девушкой Вики, которая не понимает отчаяние Джеймса после смерти сестры. Вики показывает подвал, в котором Фредди хочет спастись от апокалипсиса и куда он приглашает Джеймса с Вики, но Джеймс говорит, что этот подвал не может защитить от смерти. Тем временем Роуз преследует женщина, которая принимает девочку за свою дочь и даёт ей таблетку экстази. Роуз становится плохо, и Джеймс уходит с вечеринки. Когда женщина преграждает ему путь, Вики застреливает её, отпуская Джеймса.
Джеймс заезжает проведать свою мать, которую давно не видел; там Роуз приходит в себя. Затем он везёт Роуз к её тёте, где её должен ждать отец. Прибыв на место, они нигде не видят людей, пока наконец Джеймс не находит на поляне несколько трупов, в том числе отца Роуз: все они также покончили с собой. Роуз решает остаться рядом с отцом. Она расспрашивает Джеймса про Зуи и говорит, что ему стоит примириться с ней. Джеймс едет на берег океана, где находится дом Зуи, по дороге машина ломается и он бежит. Небо уже темнеет, огненный шторм близко. Джеймс находит Зуи на пляже: сначала она набрасывается на него с обвинениями в том, что он её оставил, но они примиряются и вместе встречают надвигающийся шторм.

## В ролях
- Натан Филлипс — Джеймс
- Энгаури Райс — Роуз
- Кэтрин Бек — Вики
- Джессика Де Гау — Зуи
- Дэниэл Хеншэлл — Фредди
- Сара Снук — мать Мэнди
- Линетт Каррен — мать Джеймса

## Отзывы
На Rotten Tomatoes фильм получил уровень одобрения 83 % на основе 52 рецензий, со средним баллом 7,03 из 10. На Metacritic у фильма 61 балл из 100 на основе 9 рецензий.